# Yokusan Sōnendan
El Cuerpo Juvenil de Apoyo al Régimen Imperial del Gran Japón (大日本翼賛壮年団 Yokusan Sōnendan) era una rama de élite de jóvenes paramilitares de la Asociación de Apoyo al Régimen Imperial del Imperio del Japón establecida en enero de 1942, basada en el modelo de los Sturmabteilung (Sección de Asalto).
Los miembros recibieron un profundo adoctrinamiento político y entrenamiento militar básico. Sus responsabilidades incluían formar parte de la milicia doméstica para asistir en asuntos de defensa civil bajo la dirección de las autoridades locales oficiales. Fueron armados en su mayoría con equipamiento obsoleto proporcionado a la organización bajo las órdenes de su director general, Kingorō Hashimoto, y su objetivo era ayudar a los esfuerzos locales en la lucha contra incendios después de los ataques aéreos, la distribución de suministros de emergencia y la prestación de primeros auxilios básicos. Los alumnos más avanzados fueron asignados para la inscripción final en la Academia del Ejército Imperial Japonés, o para un futuro papel como políticos locales elegidos dentro de la organización Taisei Yokusankai.
Además de su función de defensa civil y paramilitar, al Yokusan Sonendan también se le encomendó la tarea de ayudar a las organizaciones locales tonarigumi y Kenpeitai a observar cualquier signo de ideología subversiva en sus áreas locales y reportar cualquier actividad contra la guerra o contra el gobierno.
En las últimas etapas de la Segunda Guerra Mundial, los miembros recibieron entrenamiento militar adicional en el uso de armas antitanque y ametralladoras ligeras, para su conversión en unidades de combate de reserva para apoyar a las tropas restantes de Japón contra la invasión proyectada de la patria japonesa por los Aliados. El grupo sufrió grandes bajas en combate durante la batalla de Okinawa. El Yokusan Sonendan se disolvió el 30 de mayo de 1945 y sus miembros se fusionaron en los Cuerpos Voluntarios de Combate.